# Sender local

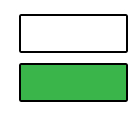
Marca de Sender Local

Un sender local identificat amb les sigles SL és un sender senyalitzat, de no més de 10 km, ubicat preferentment sobre camins tradicionals, sol ser circular i és utilitzat principalment per excursionistes i públic en general. Els senders locals són senyalitzats i mantinguts per les federacions excursionistes locals de cada tram i pels ajuntaments.

## Els Senders
Els Senders es classifiquen en tres grups:
- Els senders de gran recorregut, de més de 50 km i marcats amb els colors blanc i vermell.
- Els senders de petit recorregut, d'entre 10 i 50 km i marcats amb els colors blanc i groc.
- Els senders locals, de menys de 10 km i marcats amb els colors blanc i verd.

## Senyalització
Els senders locals se senyalitzen amb els colors verd i blanc. Dues ratlles horitzontals (de 15cm x 5cm), la de dalt blanca i la de baix verda indiquen la continuïtat del camí. Dues ratlles formant una "X" indiquen que la direcció és equivocada.